# Corroded
Corroded (с англ. — «Ржавые») — шведская хеви-метал группа. Первый полноформатный альбом группы, Eleven Shades of Black, вышел в 2009 году.

## История группы
Corroded были созданы в Швеции в 2004 году вокалистом и гитаристом Йенсом Вестином и гитаристом Петером Сьодином. Состав группы постоянно менялся, единственный участник, остающийся в группе с момента основания — сам Йенс Вестин. Уже в 2005 году вышел мини-альбом группы — Heart of the Machine.
Первый полноформатный альбом группы, Eleven Shades of Black, вышел в 2009 году, его продюсером выступил Патрик Фриск. Успехом группы стало то, что песня «Time and Again» из этого альбома стала музыкальной темой шведского телесериала «Робинзон Карибский».
Второй альбом группы, Exit to Transfer, вышедший в 2010 году, вошел в первую десятку альбомов года по версии Sverigetopplistan.
На данный момент группа выпустила четыре полноформатных альбома и продолжает работу над пятым, Bitter.

## Интересные факты
- Солист группы Йенс Вестин — байкер и учитель музыки[5]
- Группа вдохновлялась музыкой Black Sabbath и Machine Head.
- Группа записала песню для онлайн-шутера Battlefield Play4Free.

## Состав
Текущие участники
- Йенс Вестин — вокал, гитара (2004 — наши дни)
- Бьярне Эльфсгорд — бас-гитара
- Пер Золэнг — барабаны
- Томас Андерсон — бэк-вокал, гитара

Бывшие участники
- Никлас Кельстрём — бас-гитара
- Мартин Кельстрём — барабаны
- Томми Рен — гитара, бэк-вокал
- Петер Сьодин — ритм-гитара
- Фредрик Вестин — гитара

## Дискография

### Студийные альбомы
- 2009 — Eleven Shades of Black
- 2010 — Exit to Transfer
- 2012 — State of Disgrace
- 2017 — Defcon Zero
- 2019 — Bitter
- 2023 — Plague